# آنتیزن
شهر آنتیزن (به فرانسوی: Anthisnes) در شهرستان اویی در استان لیئژ در منطقه فدرال والوون در کشور بلژیک واقع شده‌است.